# قلعه بنت
قلعه بنت مربوط به دوره قاجار است و در شهرستان نیک‌شهر، بخش بنت، روستای بنت واقع شده و این اثر در تاریخ ۱۲ بهمن ۱۳۸۱ با شمارهٔ ثبت ۷۲۶۹ به‌عنوان یکی از آثار ملی ایران به ثبت رسیده است.